# 观美镇
觀美鎮為浙江省蒼南縣轄下的一個鎮，下領觀美村，嶺腳村，亭仔村，桃湖村等。觀美村為鎮府所在地，其中一部分農田分季節主要種植蓆草、水稻、大棚蔬菜等作物。觀美鎮有「中國蓆草之鄉」美譽，嶺腳村為草蓆編織主要村。山地丘陵地區主要種植楊梅，杉樹，松樹等。主要學校有觀美鎮中心小學，觀美中學。主要語言為閩南語。

## 名人
桃湖村之狀元墓。
該墓為徐儼夫安息之地。徐儼夫者，字公望，觀美鎮桃湖村人，曾以文章鳴世。宋理宗淳祐元年(西元1241年)第進士對策第一(狀元)。官至禮部侍郎。